# Преображенська вулиця (Кропивницький)
Вулиця Преображенська — одна з центральних вулиць у місті Кропивницький.
Вулиця Преображенська — доволі протяжна, пролягає від пл. Богдана Хмельницького до вул. Генерала Родимцева (у Кущівці).
Перетинають вулиці В'ячеслава Чорновола, Велика Перспективна, Пашутінська, Тарковського, Михайлівська, Архангельська, Карабінерна, Кропивницького, Одеська, Петропавлівська, Олександрійська, Новгородська, Якимівський пров., Канатна, пров.9 Січня, Середній пров. та Жуковського.

## З історії вулиці
Виникла однією з найперших у місті. Заселення розпочалося ще 1752 року старообрядцями з Чернігівщини. Дещо пізніше було надано назву - Купецька. Вулиця починалася від торгових рядів (нинішній Центральний ринок), на розі з вул. Невською (зараз Пашутінська) існували усі адміністративні установи.
Вулиця згоріла при пожежі 1798 року і з XIX століття забудовувалася вже мурованими будівлями. Однією з перших будівель була Преображенська церква, збудована 1813 року. Тож і вулиця на честь церкви стала зватися Преображенською.
1919 року була перейменована на честь Карла Лібкнехта. Історичну назву повернуто 1994 року.
Решта частини вулиці (від В.Перспективної в бік В.Балки) у 2-й половині 18 ст.,після спорудження Успенського собору стала Успенською.
1899 року по вулиці (в кварталах між нинішніми вул.Тарковського та Олександрійською) було прокладено трамвайну колію лінії №2. Лінія існувала до 1941 року.

## Об'єкти
На вулиці розташована дитяча обласна лікарня та ветеринарна лікарня